# نوربرو

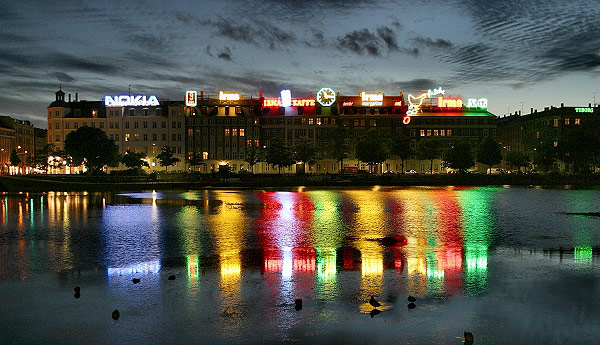
صورة لنوربرو من إحدى البحيرات التي تفصلها عن مركز المدينة.

تقسيمات بلدية كوبنهاغن:
A: إندره بي ("مركز كوبنهاغن")
B: كريستيانسهافن
C: إندره أوستبرو ("أوستبرو الداخلية")
D: إيدره أوستبرو ("أوستبرو الخارجية")
E: إندره نوربرو ("نوربرو الداخلية")
F: إيدره نوربرو ("نوربرو الخارجية")
G: بيسببيرغ
H: فانلوسه
I: برونسهوي-هوسم
J: فستربرو
K: كونجس إنغهيفه
L: فالبي
M: فيستاماغر
N: سوندبيفستر
O: سوندبيأوستر

نوربرو (بالدنماركية: Nørrebro) هي إحدى تقسيمات مدينة كوبنهاغن الإدارية. تقع في الشمال الغربي لمركز المدينة بعد موقع البوابة الشمالية (Nørreport) التي هدمت في 1856، وتقع قرب محطة نوربورت الحالية.

## الجغرافيا
مساحة نوربرو هي 3,82كم² وعدد سكانها 71,891. يحدها من الجنوب الشرقي إندره بي، أوستبرو من الشمال الشرقي، بيسببيرغ من الشمال الغربي، ومدينة فريديريكسبيرغ من الجنوب الغربي.

## التاريخ
كانت نوربرو حتى 1852 تقع في الريف. عندما ألغيت حدود المدينة التي كانت تحصر المدينة في منطقة جغرافية ضيقة عام 1852، حصلت طفرة عمرانية في نوربرو، حيث انتقل إلى نوربرو آلاف العمال الجدد الذين أتوا للعمل في كوبنهاغن.

## الثقافة
تبلغ نسبة 28.3% من قاطني نوربرو من المهاجرين أو ينحدرون من أصول مهاجرة. [بحاجة لمصدر]
تعرف نوربرو بمجتمعها الثقافي الذي ينمو جنباً إلى جنب، وأغلبه من أصول شرق أوسطية. يعبر شارع نوربروغاد المفعم بالحياة المتعدد الأعراق من المنطقة، ويحتوي على كمية وفيرة من المحلات التجارية والمطاعم. تعد مقبرة أسِّستنس التاريخية (Assistens Kirkegård) أحد أهم النقاط المثيرة للاهتمام في المنطقة، وهو المثوى الأخير للعديد من الشخصيات الدنماركية الشهيرة مثل سورين كيركغور، نيلس بور وهانس كريستيان أندرسن.
يقطن في نوربرو سكان من جميع صقاع العالم. الأقليات الأكبر في نوربرو هم العرب، الترك، باكستانيون، بوسنيون، صوماليون وألبان.[بحاجة لمصدر]

## أغمال الشغب

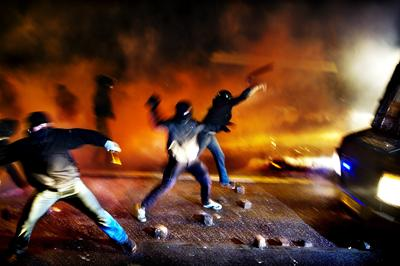
متظاهرون يقاتلون الشرطة في نوربرو

يشتهر شارع نوربروغاده بأعمال الشغب على مر السنين. ففي الثمانينيات حدثت مواجهات عنيفة بين الشرطة الدنماركية وبين مستقطنين عنيفين كان يطلق عليهم BZ. كانت المواجهات شديدة العنف استخدم فيها المستقطنون الزجاجات الحارقة والقنابل الأنبوبية، فيما استخدمت الشرطة الهراوات والغاز المسيل للدموع والأسلحة النارية.